# 山亭区
山亭区（さんてい-く）は、中華人民共和国山東省棗荘市に位置する市轄区。

## 行政区画
- 街道:山城街道
- 鎮:店子鎮、西集鎮、桑村鎮、北荘鎮、城頭鎮、徐荘鎮、水泉鎮、馮卯鎮、鳧城鎮

## 特産品
- 巴桃杏、胡桃、さくらんぼ